# شاهد 121 (طائرة بدون طيار)

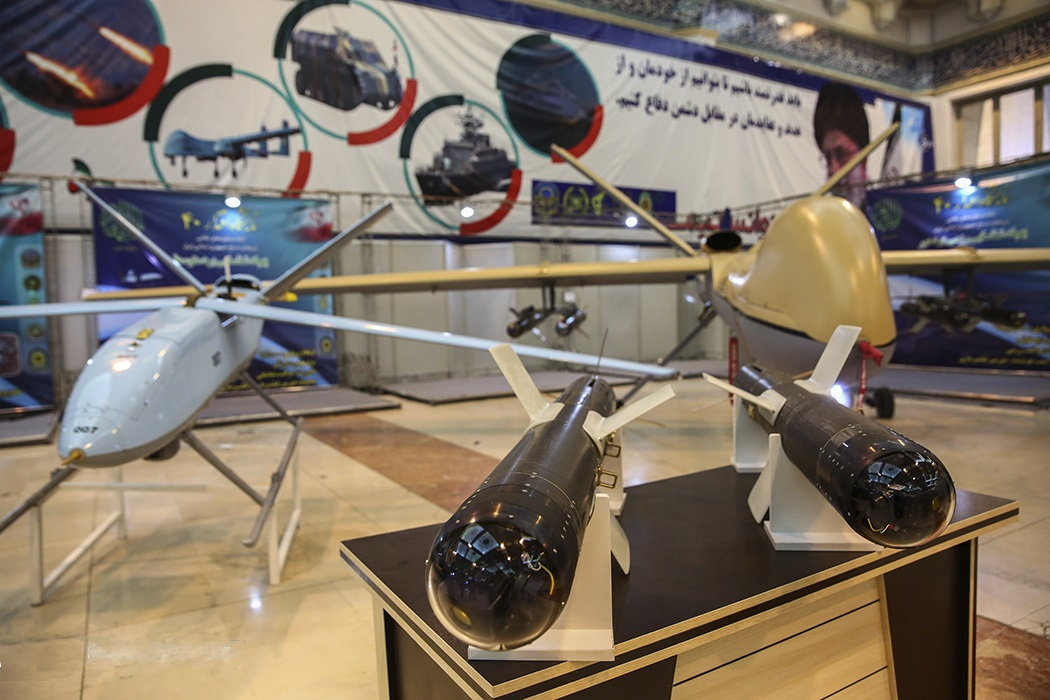
صواريخ Sadid الموجهة، التي تم تزويد طائرة شاهد121 بها

طائرة شاهد 121 المسيرة: (بالإنجليزية: Shahed 121 UAV) هي منتج تم تصميمه وبناؤه في مركز أبحاث الطائرات بدون طيار التابع لمنظمة جهاد الاكتفاء الذاتي للحرس الثوري الإيراني. فهي طائرة استطلاع بدون طيار إيرانية الصنع. ولها القدرة على حمل وإطلاق صواريخ من نوع (Sadid-1 PGM) إيرانية الصنع. تنتمي هذه الطائرة المسيرة لعائلة طائرات شاهد بدون طيار. وهي تتبع بدورها لسلاح الجو في الحرس الثوري الإيراني. تبلغ سرعتها القصوى 180 كيلومتر في الساعة، اما مدة تحليقها فتبلغ 10 ساعات ونصف، وتم ترقية السرعة الخاصة بها عام 2018م لتبلغ 20 ساعة تحليق مستمرة. قطر تشغيلها يبلغ 700 كيلومتر. وتحتل صناعة الطائرات المسيرة مساحة هامة من قطاع تطوير الصناعات العسكرية في المنطقة والعالم في الوقت الراهن، فَتَعَدُد مهامها زاد من أهمية امتلاكها واستخدامها، ولا تتوانى جمهورية إيران عن إنتاج طائرات بدون طيار لأهميتها الإستراتيجية لأمنها القومي بالذات. وتُعتبَر جمهورية إيران من البلدان الرائدة في صناعة الطائرات بدون طيار منذ زمن، وحققت تقدماً كبيراً في صناعة وتصميم وتطوير تلك الطائرات منذ حرب الخليج الأولى وحتى يومنا هذا.

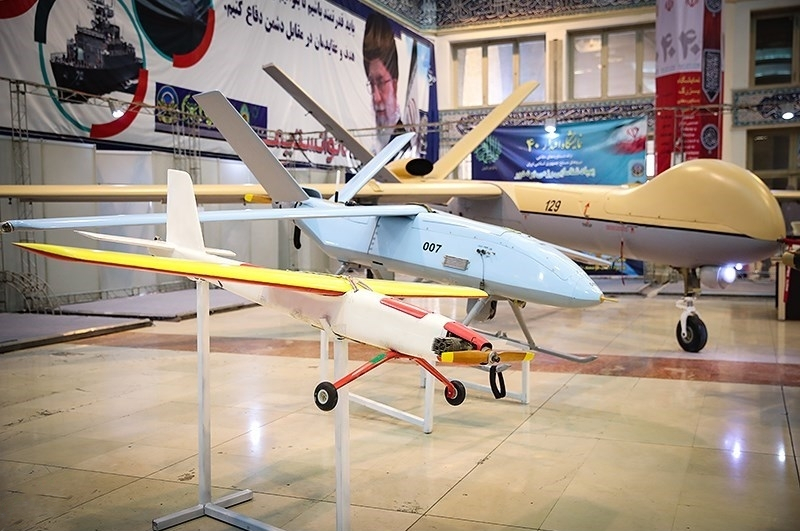
عرض طائرات شاهد 121 وشاهد 129 بالإضافة إلى طائرة بدون طيار مجهولة الهوية، وذلك في معرض إقتدار 40 في العاصمة الإيرانية طهران. وتظهر طائرة شاهد121 باللون الأزرق

## مواصفات الطائرة
تتمتع طائرة شاهد 121 إيرانية الصنع بعدة مميزات تجعل منها طائرة استطلاع ذات أهمية كبيرة. كما وتم تزويدها بصواريخ سديد_1 إيرانية الصنع وذلك بعد تطويرها. حيث أصبح بإمكانها حمل وإطلاق تلك الصواريخ. وتتميز هذه الطائرة المسيرة بمدة تحليق تبلغ 10 ساعات، ونصف قطر تشغيلي 700 كيلومتر، وسرعة قصوى تبلغ 180 كيلومتراً في الساعة، ويمكنها أيضاً حمل حمولة تزن 30 كيلوجراماً.في العام 2018م تم الإرتقاء بنطاق التردد الخاص بطائرة (شاهد 121)، حيث سجلت 20 ساعة تحليق مستمرة.

## تأريخ الطائرة
يرجع تأريخ طائرة شاهد 121 الإيرانية المسيرة إلى عام 2010م. حيث تم تصنيع الطائرة المسيرة شاهد-121 في تلك السنة. ودخلت في العام التالي أي في 2011م ساحة العمليات والدورية البحرية وتم تسجيل أول تحليق ليلي لها. وفي العام 2015م شاركت هذه الطائرة المسيرة في جبهة المقاومة، وتم تزويدها بقنابل موجهة ونظام ملاحة جوي (INS). وهوائي فضائي وإمكانية إرسال الصور مباشرةً. اما في العام 2017م نجحت في التحليق بطيار آلي وإمكانية التحليق والهبوط الذاتي. وفي العام 2018م تم الإرتقاء بنطاق التردد وإمكانية تحليق عدة طائرات مسيرة بالتزامن معاً وسجلت (شاهد-121) 20 ساعة تحليق مستمرة و (شاهد-129) 15 ساعة تحليق مستمرة.

## عرض الطائرة
في 11 مايو من عام 2014م. أقام الحرس الثوري الإيراني معرضاً حضره المرشد الأعلى آية الله علي خامنئي، وذلك لعرض عدداً من الطائرات الإيرانية بدون طيار بما في ذلك طائرات شاهد 121 وشاهد 125. بالإضافة إلى معدات عسكرية إيرانية وطائرات بدون طيار أخرى. كما وعرضت جمهورية إيران نسختها الخاصة من الطائرة الأمريكية بدون طيار (RQ-170) التي أنزلها الجيش الإيراني في 4 مايو عام 2011م بواسطة وسائل الحرب الإلكترونية. وقد أفادت مواقع إخبارية إيرانية أن طائرتي شاهد 121 وشاهد 125 كانتا حاضرتين في المعرض. بالإضافة إلى مجموعة متنوعة من الطائرات بدون طيار مشابهة للطائرة "شاهد 123" في المعرض.

## تحليق طائرة شاهد121 فوق حاملة طائرات أمريكية وفرنسية
حلقت طائرة شاهد 121 فوق حاملة الطائرات الأمريكية هاري ترومان في 12 يناير/ كانون الثاني عام 2016م. في واقعة هي الأولى من نوعها منذ عام 2014م. كما واقتربت من حاملة الطائرات الفرنسية شارل ديغول. حيث أرسل الفرنسيون مروحية لمراقبة الطائرة بدون طيار. ومن الواضح أنها صدمت الفرقاطة الفرنسية (FS Provence) و(USS Bulkeley). وقال الجيش الأميركي إن طائرة إيرانية مسيّرة غير مسلحة، حلقت مباشرةً فوق حاملة طائرات أميركية تعمل في المياه الدولية بالخليج العربي. وأكدت المتحدثة باسم البحرية الأميركية الضابطة نيكول شويغمان في بيان "أن الطائرة اتجهت في البداية صوب حاملة الطائرات الفرنسية شارل ديغول، ثم حلقت مباشرةً فوق حاملة الطائرات الأميركية هاري ترومان، وفق ما أفادت به وكالة رويترز". وأضافت شويغمان أن حاملة الطائرات الأميركية لم تكن تقوم بأي عمليات جوية في ذلك الحين، مشيرةً إلى أن الطائرة المسيرة (بلا طيار) لم تكن مسلحة، ولم تشكل أي تهديد للعمليات التي تنفذها حاملة الطائرات. كما نقلت رويترز عن التلفزيون الإيراني الرسمي قوله إن طائرة استطلاع مسيّرة حلقت فوق حاملة طائرات أميركية في الخليج وألتقطت صوراً وصفها "بالدقيقة" أثناء مناورة بحرية إيرانية. ووفقاً لمقطع فيديو وتقرير حصلت عليهما وكالة (الأسوشيتد برس)، من البحرية الأمريكية، فإن الواقعة حدثت على بعد 89 ميلاً بحرياً من مدينة بوشهر الساحلية الإيرانية.

## ردود أفعال
إيران
قائد البحرية الإيرانية:
أفاد التلفزيون الإيراني بأن قائد البحرية الإيرانية الأميرال حبيب الله سياري قال "إن تحليق الطائرة الذي ذكرته وسائل الإعلام الإيرانية فوق حاملة الطائرات الأمريكية، يعد مؤشراً على "إستعداد وشجاعة" البحرية الإيرانية. وكان الحرس الثوري الإيراني نشر تسجيلاً مصوراً يُظهِر ما قال إنه رصد لإحدى حاملات الطائرات الأميركية في المياه الخليجية من عدة جهات بواسطة طائرة مسيّرة إيرانية.

## معرض الصور

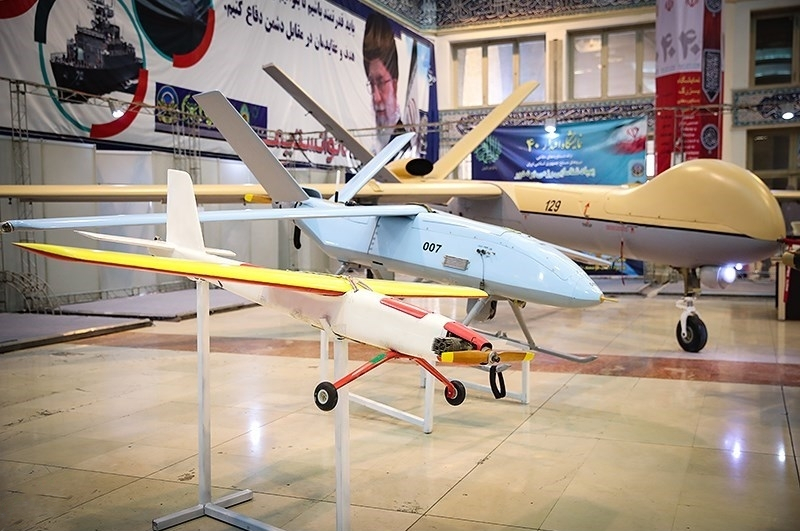
عرض طائرات شاهد 121 وشاهد 129 بالإضافة إلى طائرة بدون طيار مجهولة الهوية، وذلك في معرض إقتدار 40 في العاصمة الإيرانية طهران. وتظهر طائرة شاهد121 باللون الأزرق

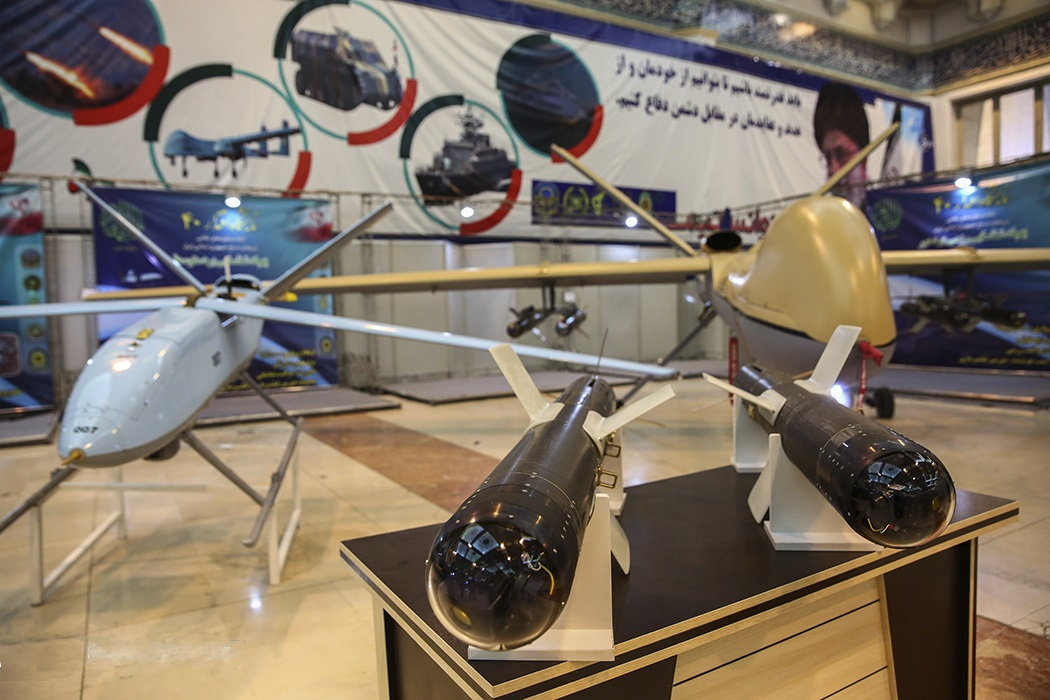
صواريخ Sadid الموجهة، التي تم تزويد طائرة شاهد121 بها